# لونغ تشينغ تشيوان
لونغ تشينغ تشيوان (ولد في 3 كانون الأول 1990 في لونغشان، شيانغشى, هونان) هو رباع صيني. هو البطل الاولمبي في وزن 56 كجم .

## وصلات خارجية
- لونغ تشينغ تشيوان على موقع IAT Database Weightlifting (الألمانية)
- لونغ تشينغ تشيوان على موقع أوليمبيديا (الإنجليزية)